# Villa Porsche (Stuttgart)

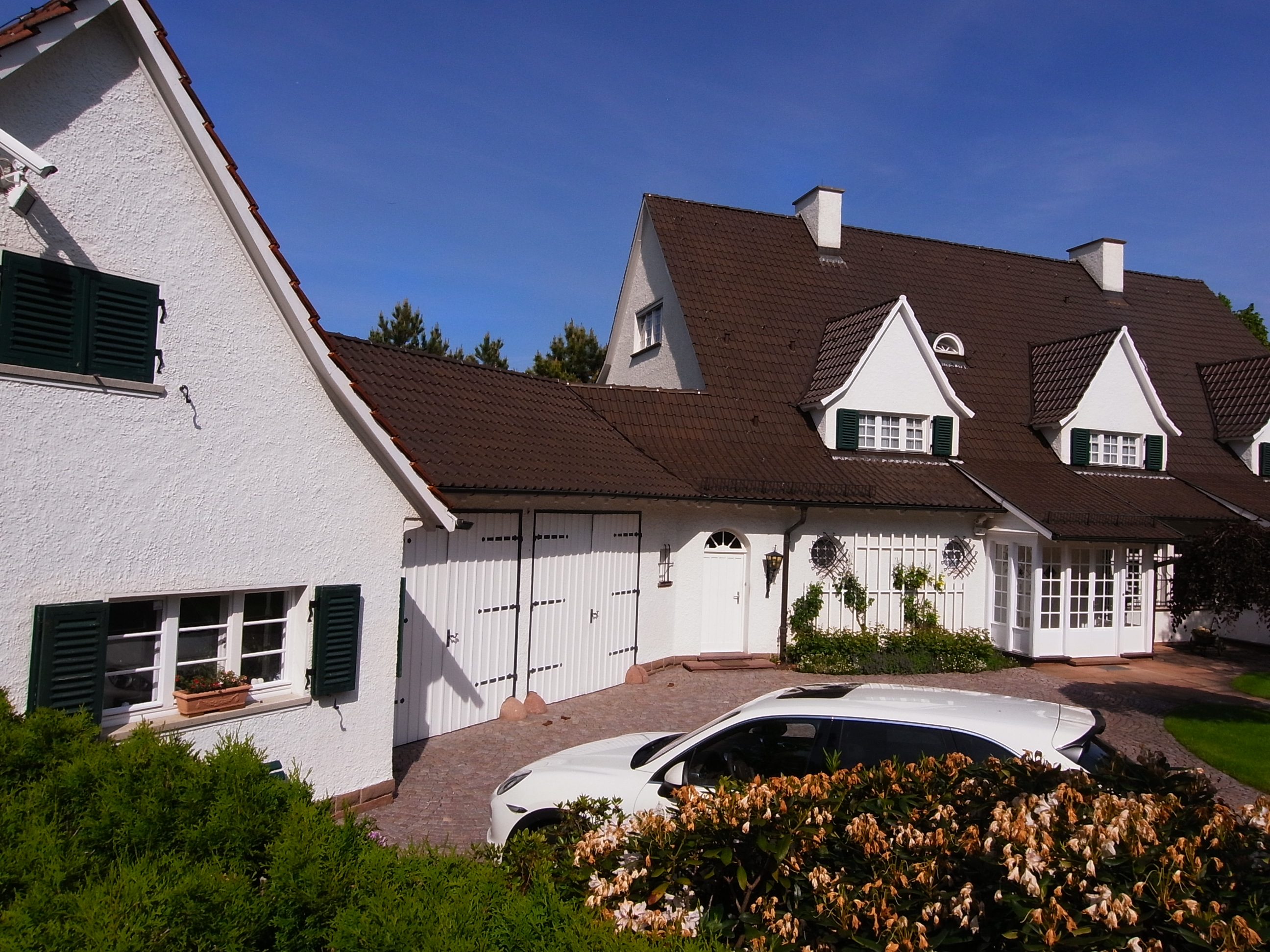
Die Villa Porsche (dient heute als Porsche-Gästehaus und wird zu Repräsentationszwecken genutzt)

Die Villa Porsche in Stuttgart-Nord, Feuerbacher Weg 48/50, ist das ehemalige Wohnhaus des Automobilkonstrukteurs Ferdinand Porsche (1875–1951). Das 1923 gebaute Anwesen auf dem Gähkopf in der Feuerbacher Heide wird heute von der Porsche AG als Gästehaus genutzt.
Im Frühjahr 1923 verließ Ferdinand Porsche seinen Posten bei der Oesterreichischen Daimler-Motoren-Gesellschaft (Austro-Daimler) in Wiener Neustadt. Er wurde Vorstandsmitglied und Leiter des Konstruktionsbüros der Daimler-Motoren-Gesellschaft (DMG) in Stuttgart und beauftragte im selben Jahr die Architekten Paul Bonatz und Fritz Scholer mit dem Bau eines Landhauses. Wie Paul Schmitthenner, der unweit des Porsche-Hauses die Villen Zerweck und Kahn erbaut hatte, war Paul Bonatz ein Vertreter der sogenannten Stuttgarter Schule, einer an der Technischen Hochschule Stuttgart entstandenen Stilrichtung.
Ausführende Baufirma war die Fa. Karl Köhler aus Stuttgart. Die als Landhaus konzipierte Villa ist ein- bis zweigeschossig mit einem asymmetrischen Giebeldach. Unterschiedlich große und ebenso unterschiedlich geformte Fenster beleben die Fassaden. Die Villa wurde in traditioneller Gemischtbauweise errichtet. Die Wände wurden in Vollziegelbauweise gemauert, die Decken über Erdgeschoss sind Holzbalkendecken. Der Sockel ist in rotem Sandstein zurückhaltend ausgebildet. Derselbe Sandstein wurde auch für die zahlreichen Stützmauern und Wege sowie die Außenmauern verwendet. Für die Gestaltung der Gartenflächen und Wege sowie die zahlreichen Rankmöglichkeiten und Rosenbeete war wohl Bonatz’ Kollege Fritz Scholer ausschlaggebend, der leidenschaftlicher Gärtner war. Auch die kleine Teichanlage auf der südöstlichen Giebelseite ist mit Sicherheit das geistige Werk von Scholer.
In dem Garagenbau mit angeschlossener Werkstatt entstanden 1935/36 die ersten drei Prototypen des „KdF-Wagens“, der spätere VW Käfer. Dazu wurden die Garagenrückseite ausgebrochen und in Richtung Norden um 6,30 m Länge erweitert. In der Garage wurden Werkbänke, zwei Drehbänke und eine Bohrmaschine installiert. Im Nordwestlichen Bereich des Hofes wurde eine temporäre Tankstelle errichtet. Mit der Fertigstellung des späteren Porsche Werk 1 im Stadtteil Zuffenhausen im Juni 1938 konnten die Werkstatttätigkeiten in der Garage beendet werden und das Gebäude wurde wieder als Wohnhaus genutzt.
Während eines der ersten Luftangriffe auf Stuttgart 1943 erlitt die Villa Kriegsschäden. Im Zuge der verstärkten Bombardierungen verließ die Familie Porsche die Villa im November 1944. Ab März 1950 wurde das Gebäude wieder durch die Familie Porsche dauerhaft bis zum Tod Ferry Porsches im Jahre 1998 bewohnt.
Direktes Nachbarhaus ist am Feuerbacher Weg 46 das Ende der 1950er Jahre errichtete Theodor-Heuss-Haus.